# Chiry-Ourscamp
Chiry-Ourscamp é uma comuna francesa na região administrativa de Altos da França, no departamento de Oise. Estende-se por uma área de 13,25 km². Em 2010 a comuna tinha 1 226 habitantes (densidade: 92,5 hab./km²).